# Aldbrough, East Riding of Yorkshire
Aldbrough är en by och en civil parish i East Riding of Yorkshire distrikt i Storbritannien. Den ligger i kommunen East Riding of Yorkshire och riksdelen England, i den sydöstra delen av landet, 260 km norr om huvudstaden London. Orten har 1 269 invånare (2011).